# James A. Herne
James Ahern, meglio conosciuto come James A. Herne (Cohoes, 1839 – New York, 1901), è stato un drammaturgo statunitense.

## Biografia
Nel 1859 esordì come attore teatrale in Uncle Tom's Cabin (La capanna dello zio Tom) e nel 1874 cominciò a scrivere per il teatro. Divenne celebre con la commedia Amici per la pelle (1879), scritta con David Belasco e per la profonda opera sociale Margaret Fleming (1891), incentrata sull'adulterio.
Nell'arco della sua carriera interpretò svariate opere di Dickens e di Irving.
Nel 1878 si sposò con l'attrice Katharine Corcoran.